# Anepitacta egestosa
Anepitacta egestosa är en insektsart som beskrevs av Karsch 1893. Anepitacta egestosa ingår i släktet Anepitacta och familjen vårtbitare. Inga underarter finns listade i Catalogue of Life.